# Étienne Badin
Pour les articles homonymes, voir Badin.
 (décembre 2018).
Étienne Théodore Badin, né le 17 juillet 1768 à Orléans et mort le 21 avril 1853 à Cincinnati (États-Unis), est le premier prêtre catholique à avoir été ordonné aux États-Unis, le 25 mai 1793.

## Biographie
Né en France à Orléans, Étienne Badin est séminariste et émigre aux États-Unis pendant la Révolution, où il poursuit ses études théologiques, tout en apprenant l'anglais. Il est ordonné prêtre le 25 mai 1793 par Mgr John Carroll, pionnier du catholicisme aux États-Unis. Il est envoyé en mission dans le Kentucky à l'automne 1793 et remonte en bateau l'Ohio jusqu'à Maysville, puis Lexington. Il est envoyé ensuite à Bardstown en avril 1794. 
Pendant quatorze ans, le jeune prêtre va sillonner la contrée à cheval pour porter les sacrements aux nouveaux colons catholiques. Il est seul et parcourt 160 000 km pendant toutes ces années. Ce n'est qu'en 1806 qu'arrive en permanence un autre prêtre qui va l'aider, l'abbé Charles Nerinckx d'origine flamande qui avait fait ses études à l'université de Louvain.
L'abbé Badin retourne à Orléans en 1820 (nous sommes sous le règne de Charles X) où il devient curé de paroisse et réunit des fonds pour ses missions américaines. Il achète ainsi pour le diocèse de Vincennes (Indiana) un terrain de 2,12 km2 pour faire construite l'Université Notre-Dame. Il reste huit ans en France et retourne aux États-Unis d'abord dans le Michigan, puis à nouveau dans le Kentucky en 1829. Le nouvel archevêque de Cincinnati, Mgr Edward Fenwick l'envoie dans les territoires indiens Potawatomis le long de la rivière Saint-Joseph et chez les colons catholiques. Il y restera jusqu'en 1836. Il retourne alors à Bardstown, où il se retire de l'épuisante évangélisation missionnaire. Il se voue à une intense activité paroissiale et en 1847, âgé de 77 ans, il est nommé curé d'une colonie d'immigrés colons français à Bourbonnais Grove dans le comté de Kankakee (Illinois).
Il ne peut toutefois se détacher du Kentucky où il retourne encore en mission de 1848 à 1850. C'est alors que Mgr John Baptist Purcell, archevêque de Cincinnati, le nomme à la cathédrale, où il sert jusqu'à sa mort en 1853.

## Source
- (en) Cet article est partiellement ou en totalité issu de l’article de Wikipédia en anglais intitulé « Stephen Badin » (voir la liste des auteurs).